# این‌موبی
این‌موبی (انگلیسی: InMobi) شرکت فناوری اطلاعات هندی است، که در سال ۲۰۰۷ تأسیس شد.